# عنقودية رمامية
العنقوديّات الرمامية أو المكوّرات العنقوديّة الرمّامة Staphylococcus saprophyticus
تعد هذه الجراثيم المسبّب الرئيسي بعد الإشريكية القولونية لأخماج الطرق البوليّة عند النساء في سن النشاط الجنسي، وغالباً ما تكتسبها النساء (95%) من المجتمع وليس مشفويّاً. هي جراثيم سلبيّة المخثراز، تنمو على البيئات العاديّة على شكل مستعمرات دائريّة بلون أصفر باهت.